# China Submarine Telegraph company
La China Submarine Telegraph Company, également appelée l'Eastern extension australian and China submarine telegraph company, au capital de 1,66 million de livres sterling est une société anglaise créée en 1871 pour prolonger la liaison par câble entre la capitale anglaise, Singapour et Hong Kong.

## Histoire
La China Submarine Telegraph Company a été fondée en 1871 par le Britannique Sir John Pender, fondateur et principal propriétaire de l'Eastern Telegraph Company, autour du projet que la Chine soit reliée à l'Europe par téléphone non seulement via une grande ligne transsibérienne existante mais aussi par un câble sous-marin. Celui-ci relie Singapour, Hong Kong, le Japon et la Malaisie, en passant par Saïgon en Indochine. 
La China Submarine Telegraph Company a été regroupée en 1872, une fois le câble posé, avec deux autres sociétés, la British-Indian Submarine Telegraph Company et la Falmouth, Gibraltar and Malta Telegraph Company, pour former l’Eastern Telegraph Company.
L'une des extensions permet alors de relier la Cochinchine, où le colonialisme français s'installe. Ce dernier n'aura pas de ligne propre avant le milieu des années 1880, se reposant sur un opérateur anglais pour ses communications.